# Ali Al-Hamadi
Ali Ibrahim Karim Ali Al-Hamadi (Mesena, 1 de marzo de 2002), más conocido como Ali Al-Hamadi, es un futbolista iraquí que juega de delantero en el Ipswich Town F. C. de la EFL Championship.

## Trayectoria
Aunque nació en Irak, debido a la guerra que había en el país, en 2003 emigró a Inglaterra y se instaló con su familia en Liverpool. Allí se formó en el Tranmere Rovers F. C. antes de marcharse a las categorías inferiores del Swansea City A. F. C. en 2018, donde llegó a jugar con el equipo sub-23.
En noviembre de 2021, tras haber superado exitosamente un periodo de prueba, firmó por un año y medio con el Wycombe Wanderers F. C. Esa temporada la terminó cedido en el Bromley F. C., equipo con el que ganó el FA Trophy.
El 12 de enero de 2023 fichó por el AFC Wimbledon. En su primer año marcó 27 goles en 48 partidos, por lo que a finales de enero de 2024 se marchó al Ipswich Town F. C. En sus primeros meses en el equipo contribuyó con cuatro tantos a conseguir el ascenso a la Premier League. En esta categoría se estrenó el 17 de agosto en la primera jornada frente al Liverpool F. C., convirtiéndose de este modo en el primer iraquí en jugar en la competición. Disputó otros diez encuentros antes de ser cedido el siguiente 24 de enero al Stoke City F. C.

## Selección nacional
Tras haber jugado con las categorías inferiores de Irak, en noviembre de 2021 hizo su debut con la selección absoluta en un partido de clasificación para el Mundial 2022. A inicios de 2024 participó en la Copa Asiática 2023, torneo en el que Irak fue eliminada en los octavos de final.

### Participaciones en Copa Asiática
| Copa               | Sede  | Resultado        | Partidos | Goles |
| ------------------ | ----- | ---------------- | -------- | ----- |
| Copa Asiática 2023 | Catar | Octavos de final | 1        | 0     |

## Clubes
| Club                      | País       | Año       |
| ------------------------- | ---------- | --------- |
| Wycombe Wanderers F. C.   | Inglaterra | 2021-2023 |
| Bromley F. C. (cedido)    | Inglaterra | 2022      |
| AFC Wimbledon             | Inglaterra | 2023-2024 |
| Ipswich Town F. C.        | Inglaterra | 2024-     |
| Stoke City F. C. (cedido) | Inglaterra | 2025      |

## Palmarés

### Títulos nacionales
| Título    | Club          | País       | Año  |
| --------- | ------------- | ---------- | ---- |
| FA Trophy | Bromley F. C. | Inglaterra | 2022 |